# Verwundetenmedaille (Österreich-Ungarn)

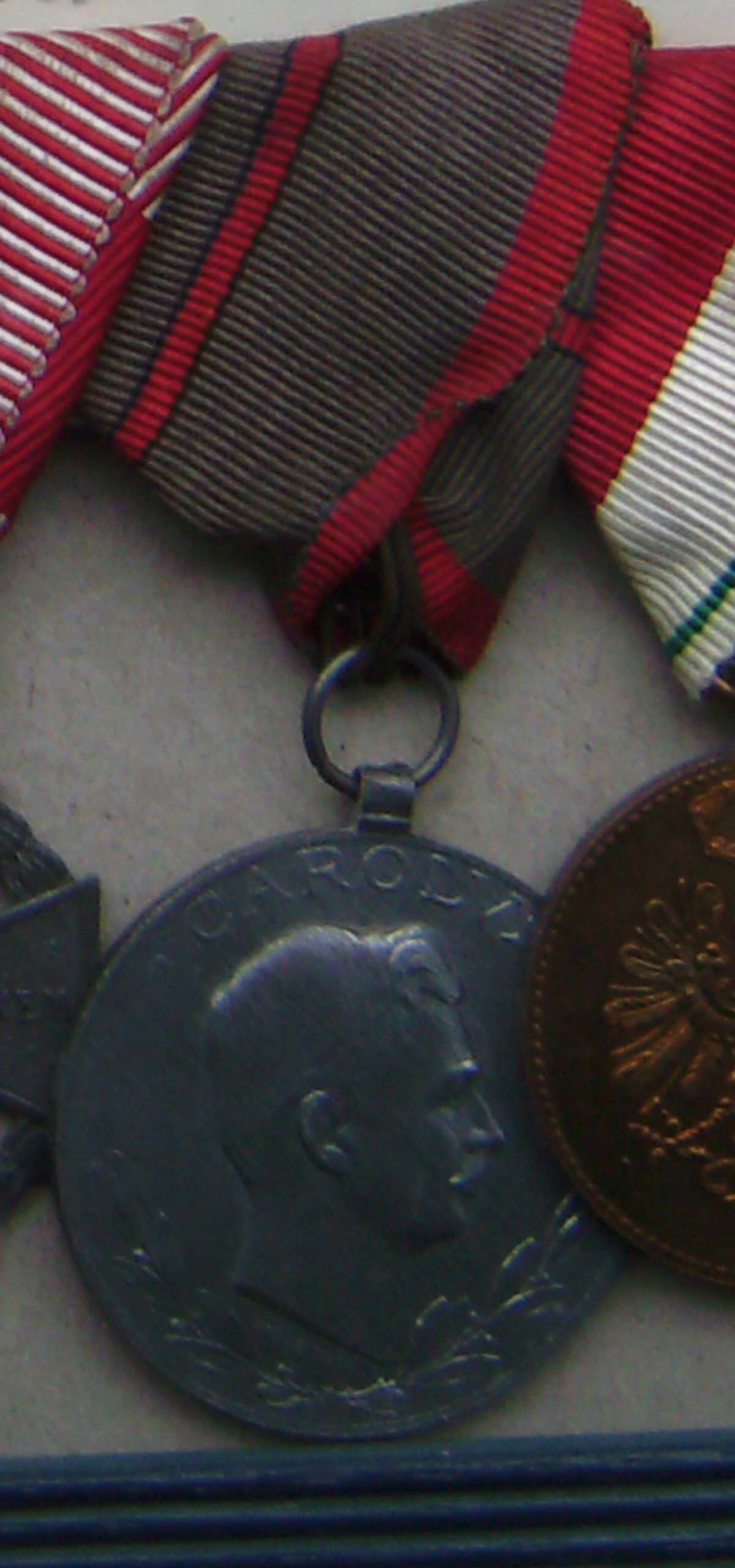
Blessiertenmedaille für einmalige Verwundung

Die Verwundetenmedaille (ung. Sebesültek Érme, umgangssprachlich auch Blessiertenmedaille genannt) wurde am 12. August 1917 durch Kaiser Karl I. von Österreich-Ungarn gestiftet und konnte an Offiziere, Unteroffiziere und Mannschaften verliehen werden, die im Krieg infolge von Kampfeinwirkungen verwundet worden waren oder zu Invaliden wurden.

## Aussehen
Die runde Medaille wurde von Medailleur Richard Placht gestaltet und zeigt mittig das nach rechts gewandte Brustbild des Stifters. Über dem Kopf die Inschrift CAROLVS und unter dem Bild zwei gekreuzte Lorbeerzweige. Auf der Rückseite steht LAESO MILITI (Dem verwundeten Soldaten) sowie die Zahl MCMXVIII. Die Medaille wurde aus Feinzink oder Bronze hergestellt, die Version aus Zink hat einen Durchmesser von 37 mm und ein Gewicht von 24,4 g.

## Trageweise
Insgesamt gab es sechs unterschiedliche Ordensbänder, die je nach Anzahl der Verwundungen bzw. schwere der Verletzungen differierten. Kriegsinvalide trugen das Band mit einem blutroten Randstreifen, während ein bis fünf Verwundungen durch jeweils einen bis fünf blutrote Mittelstreifen gekennzeichnet wurden.
Getragen wurde die Auszeichnung am Band auf der linken Brust.
In der Ersten Republik waren Personen, die eine k.u.k. Tapferkeitsmedaille, das Karl-Truppenkreuz oder die Verwundetenmedaille erhalten hatten, gemäß Verordnung (BGBl. Nr. 507/33) vom 10. November 1933 berechtigt, am Band der Kriegserinnerungsmedaille gekreuzte Schwerter zu tragen.

Bänder der Verwundetenmedaille
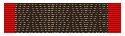
Kriegsinvalide
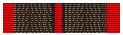
eine Verwundung
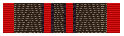
zwei Verwundungen
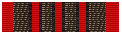
drei Verwundungen
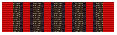
vier Verwundungen
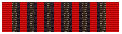
fünf Verwundungen